# Zachodnioeuropejski Puchar Formuły Renault 2.0
| Zachodnioeuropejski Puchar Formuły Renault 2.0 | Zachodnioeuropejski Puchar Formuły Renault 2.0 |
| ---------------------------------------------- | ---------------------------------------------- |
| Kategoria                                      | Wyścigi samochodowe                            |
| Region                                         | Zachodnia Europa                               |
| Menadżer serii                                 | Patrick Sinault                                |
| Pierwszy sezon                                 | 1971                                           |
| Ostatni sezon                                  | 2009                                           |
| Liczba kierowców                               | 22 (2009)                                      |
| Liczba zespołów                                | 9 (2009)                                       |
| Nadwozie                                       | Tatuus                                         |
| Silnik                                         | Renault                                        |
| Ostatni mistrz kierowców                       | Albert Costa                                   |
| Ostatni mistrz zespołów                        | Epsilon Euskadi                                |

Zachodnioeuropejski Puchar Formuły Renault 2.0 (oryginalna nazwa: Formula Renault 2.0 West European Cup) – była seria wyścigowa samochodów jednomiejscowych organizowana pod szyldem wyścigów FIA Formuły Renault. Seria zastąpiła w 2008 roku Francuską Formułę Renault 2.0. Wyścigi WEC odbywały się we Francji, na Półwyspie Iberyjskim oraz w Belgii. Najbardziej utytułowani mistrzowie serii to kierowcy Formuły 1: Jacques Laffite, Alain Prost (czterokrotny mistrz Formuły 1), Philippe Alliot, Yannick Dalmas, Éric Bernard, Érik Comas, Olivier Panis, Jean-Philippe Belloc, Stéphane Sarrazin, Romain Grosjean, Jules Bianchi oraz Daniel Ricciardo.
Francuska Formuła Renault 2.0 była rozgrywana w latach 1971-2007 (z przerwą 1973-1974). Były to najstarsze mistrzostwa Formuły Renault. 

## Mistrzowie
| Sezon | Oficjalna nazwa serii                         | Mistrz                     |                 |
| ----- | --------------------------------------------- | -------------------------- | --------------- |
| 1971  | Critérium de Formule Renault                  | Michel Leclère             |                 |
| 1972  | Critérium de Formule Renault                  | Jacques Laffite            |                 |
| 1973  | Nie rozgrywano                                | Nie rozgrywano             |                 |
| 1974  | Nie rozgrywano                                | Nie rozgrywano             |                 |
| 1975  | Championnat de Formule Renault Nationale      | Christian Debias           |                 |
| 1976  | Championnat de Formule Renault Nationale      | Alain Prost                |                 |
| 1977  | Championnat de Formule Renault Nationale      | Joël Gouhier               |                 |
| 1978  | Championnat de France Formule Renault         | Philippe Alliot            |                 |
| 1979  | Championnat de France Formule Renault         | Alain Ferté                |                 |
| 1980  | Championnat de France Formule Renault         | Denis Morin                |                 |
| 1981  | Championnat de France Formule Renault         | Philippe Renault           |                 |
| 1982  | Championnat de France Formule Renault Turbo   | Gilles Lempereur           |                 |
| 1983  | Championnat de France Formule Renault Turbo   | Jean-Pierre Hoursourigaray |                 |
| 1984  | Championnat de France Formule Renault Turbo   | Yannick Dalmas             |                 |
| 1985  | Championnat de France Formule Renault Turbo   | Éric Bernard               |                 |
| 1986  | Championnat de France Formule Renault Turbo   | Érik Comas                 |                 |
| 1987  | Championnat de France Formule Renault Turbo   | Claude Degremont           |                 |
| 1988  | Championnat de France Formule Renault Turbo   | Ludovic Faure              |                 |
| 1989  | Championnat de France Formule Renault         | Olivier Panis              |                 |
| 1990  | Championnat de France Formule Renault         | Emmanuel Collard           |                 |
| 1991  | Championnat de France Formule Renault         | Olivier Couvreur           |                 |
| 1992  | Championnat de France Formule Renault         | Jean-Philippe Belloc       |                 |
| 1993  | Championnat de France Formule Renault         | David Dussau               |                 |
| 1994  | Championnat de France Formule Renault         | Stéphane Sarrazin          |                 |
| 1995  | Championnat de France Formule Renault         | Cyrille Sauvage            |                 |
| 1996  | Championnat de France Formule Renault         | Sébastien Enjolras         |                 |
| 1997  | Championnat de France Formule Renault         | Jonathan Cochet            |                 |
| 1998  | Championnat de France Formule Renault         | Matthew Davies             |                 |
| 1999  | Championnat de France Formule Renault         | Lucas Lassere              |                 |
| 2000  | Championnat de France Formule Renault 2000    | Renaud Derlot              |                 |
| 2001  | Championnat de France Formule Renault 2000    | Éric Salignon              |                 |
| 2002  | Championnat de France FFSA de Formule Renault | Alexandre Prémat           |                 |
| 2003  | Championnat de France Formule Renault 2000    | Loïc Duval                 |                 |
| 2004  | Championnat de France Formula Renault 2.0     | Patrick Pilet              |                 |
| 2005  | Championnat de France Formula Renault 2.0     | Romain Grosjean            |                 |
| 2006  | Championnat de France Formula Renault 2.0     | Laurent Groppi             |                 |
| 2007  | Championnat de France Formula Renault 2.0     | Jules Bianchi              | Zespół          |
| 2008  | Formula Renault 2.0 West European Cup         | Daniel Ricciardo           | SG Formula      |
| 2009  | Formula Renault 2.0 West European Cup         | Albert Costa               | Epsilon Euskadi |